# Арніка (заказник)
А́рніка — ботанічний заказник місцевого значення в Україні. Розташований у межах Рахівського району Закарпатської області, на схід від смт Кобилецька Поляна і на північний захід від села Косівська Поляна. 
Площа 9,5 га. Статус надано згідно з рішенням облвиконкому від 18.10.1983 року № 270, ріш. ОВК від 23.10.1984 року № 253. Перебуває у віданні ДП «Великобичківське ЛМГ» (лісництво ім. Томащука, кв. 23, вид. 40). 
Статус надано з метою збереження місць зростання арніки гірської, цінної лікарської рослини. Територія заказника розташована на схилі гори Кобила. 